# المپیاد جهانی شیمی
المپیاد جهانی شیمی (International Chemistry Olympiad یا IChO)  بعد از المپیاد ریاضی پر سابقه‌ترین المپیاد علمی جهان است. اولین المپیاد جهانی شیمی در کشور چکسلواکی، شهر پراگ، در سال ۱۹۶۸ برگزار شد. از این زمان، این مسابقه بین‌المللی و برای دانش آموزان دبیرستانی معمولاً در ژوئیه هر سال (به غیر از سال ۱۹۷۱) در یکی از کشورهای جهان به عنوان میزبان و به صورت آزمون تئوری و آزمایشگاهی برگزار شده‌است.

## اهداف و ساختار مسابقات، نمره دهی و توزیع مدال‌ها
این مسابقات جهانی سالانه برای دانش آموزان دبیرستانی و با هدف تشویق هر چه بیشتر دانش آموزان علاقه‌مند به شیمی به حل مسایل به روش‌های خلاقانه و مستقل برگزار می‌شود. آزمون تئوری معمولاً شامل شش پرسش و آزمون آزمایشگاهی معمولاً شامل دو پرسش است. مدت زمان هر یک از آزمونها بین ۴ تا ۵ ساعت و دو آزمون در دو روز متفاوت برگزار می‌گردند. آزمون تئوری ۶۰ نمره و آزمون آزمایشگاهی ۴۰ نمره دارند. هر تیم متشکل از چهار دانش آموز دبیرستانی و دو ناظر علمی است (همچنین تعداد محدودی دانش آموز و ناظر علمی می‌توانند تیم اصلی را، به عنوان مهمان و به هزینه کشور شرکت‌کننده، همراهی کنند). دانش آموزان باید زیر بیست سال بوده و وارد دانشگاه نشده باشند. کشورهای متمایل به شرکت باید در دو سال پیاپی حضور ناظر علمی داشته باشند تا پس از آشنایی کافی با نحوه مسابقات بتوانند با تیم دانش آموزی در مسابقات شرکت کنند. حدود ۱۰٪ برتر شرکت کنندگان مدال طلا، ۲۰٪ مدال نقره، ۳۰٪ مدال برنز و ۱۰٪ دیپلم افتخار را دریافت می‌کنند. مابقی شرکت کنندگان، گواهی شرکت در المپیاد جهانی شیمی را دریافت می‌کنند. همچنین شرکت‌کننده با بیشترین امتیاز کل، شرکت‌کننده با بیشترین امتیاز در آزمون تئوری و شرکت‌کننده با بیشترین امتیاز در آزمون آزمایشگاهی جایزه ویژه دریافت می‌کنند. گاهی به شرکت‌کننده رتبه یک دختران نیز جایزه ویژه تعلق می‌گیرد. برای آمادگی و آگاهی هر چه بیشتر شرکت کنندگان به نوع مسایل مطرح شونده در هر سال، کشور میزبان آزمون آماده‌سازی تئوری و آزمایشگاهی را چندین ماه قبل از برگزاری خود مسابقات اعلام می‌کند. مباحث مطرح شونده معمولاً شامل شیمی معدنی، شیمی آلی، شیمی فیزیک، شیمی تجزیه، بیوشیمی و طیف‌بینی است.

## ایران در المپیادهای قبلی جهانی شیمی
اولین آزمون ملی المپیاد شیمی در ایران در سال ۱۳۷۰ برگزار شد. پس از حضور در دو دوره المپیاد جهانی به عنوان ناظر علمی در سال‌های ۱۹۹۱ و ۱۹۹۲ و کسب جواز رسمی حضور در این مسابقات، اولین تیم ملی المپیاد شیمی ایران در بیست و پنجمین المپیاد جهانی شیمی در پروجای ایتالیا در سال ۱۹۹۳ شرکت کرد. تاریخچه شرکت تیمهای ملی دانش آموزی ایران در زیر آمده‌است.

## تاریخچه دوره‌های اولیه (۱۹۹۱–۱۹۶۸)
| دوره | سال  | کشور میزبان        | شهر         |  | دوره | سال  | کشور میزبان | شهر        |
| ---- | ---- | ------------------ | ----------- |  | ---- | ---- | ----------- | ---------- |
| ۱    | ۱۹۶۸ | چکسلواکی           | پراگ        |  | ۱۲   | ۱۹۸۰ | اتریش       | لینز       |
| ۲    | ۱۹۶۹ | لهستان             | کاتوویتس    |  | ۱۳   | ۱۹۸۱ | بلغارستان   | بورگاس     |
| ۳    | ۱۹۷۰ | مجارستان           | بوداپست     |  | ۱۴   | ۱۹۸۲ | سوئد        | استکهلم    |
| -    | ۱۹۷۱ | برگزار نشد.        | -           |  | ۱۵   | ۱۹۸۳ | رومانی      | تیمیشوارا  |
| ۴    | ۱۹۷۲ | اتحاد جماهیر شوروی | مسکو        |  | ۱۶   | ۱۹۸۴ | آلمان غربی  | فرانکفورت  |
| ۵    | ۱۹۷۳ | بلغارستان          | صوفیه       |  | ۱۷   | ۱۹۸۵ | چکسلواکی    | براتیسلاوا |
| ۶    | ۱۹۷۴ | رومانی             | بخارست      |  | ۱۸   | ۱۹۸۶ | هلند        | لیدن       |
| ۷    | ۱۹۷۵ | مجارستان           | وسپریم      |  | ۱۹   | ۱۹۸۷ | مجارستان    | وسپریم     |
| ۸    | ۱۹۷۶ | آلمان شرقی         | هاله        |  | ۲۰   | ۱۹۸۸ | فنلاند      | اسپو       |
| ۹    | ۱۹۷۷ | چکسلواکی           | براتیسلاوا  |  | ۲۱   | ۱۹۸۹ | آلمان شرقی  | هاله       |
| ۱۰   | ۱۹۷۸ | لهستان             | ترونی       |  | ۲۲   | ۱۹۹۰ | فرانسه      | پاریس      |
| ۱۱   | ۱۹۷۹ | اتحاد جماهیر شوروی | سن پترزبورگ |  | ۲۳   | ۱۹۹۱ | لهستان      | لودز       |

## تاریخچه دوره‌های ۱۹۹۲ تاکنون
نتایج ایران از ابتدا تا پایان سال ۲۰۲۵ در کل ۱۳۲ شرکت کننده داشته که ۱۳۱ مدال و یک دیپلم افتخار گرفته است.
۲۴. ۱۹۹۲،  ایالات متحده آمریکا، پیتسبورگ و واشینگتن دی.سی.: حضور به  عنوان ناظر برای دریافت جواز حضور  در المپیادهای بین‌المللی شیمی . اعضای تیم شش نفره کشوری : شهرام اویس قرن، شهرام شهیم، علیرضا شریفی، فریبرز فردوسی، مرجان جدی و پدرام رضوی.
۲۵. ۱۹۹۳،  ایتالیا، پروجا: بابک فغفوریان مدال نقره، محمد رضا اکبری، علیرضا حریری و محمد شعاری مدال برنز  (نفرات ذخیره: روزبه غفاری و امید رضا مؤمن زاده).
!!۲۶. ۱۹۹۴،  نروژ، اسلو: علی واحدی مدال طلا، آرش ابراهیم پور مدال نقره، محمدرضا شادنام و هادی مازوچی مدال برنز (نفرات ذخیره: امید خاکشور و سهیل غیاثی حافظی).
۲۷. ۱۹۹۵،  چین، پکن: روزبه کیانی، علی جلالی، مهدی رزاقی و رضا شاه اکبری مدال طلا (نفرات ذخیره: فرزاد فانی پاکدل و سیدرضا منصوری).
۲۸. ۱۹۹۶،  روسیه، مسکو: هژیر رحمانداد، افشین شاملی و علیرضا شایسته مدال طلا ،مهرداد ملیحی مدال نقره (نفرات ذخیره: علیرضا حیدری و کاوه کاهن).
۲۹. ۱۹۹۷،  کانادا، مونترال: بابک جاویدی دشت بیاض مدال طلا، کاوه جورابچی، کیوان محرم زاده و سیاوش پورکمالی انارکی مدال نقره (نفرات ذخیره: بابک حیدری و عطا کرباسی).
۳۰. ۱۹۹۸،  استرالیا، ملبورن: مهدی نجفی مدال نقره، پدرام انصاری آستانه، رضا شرقی و امیر مسلم قاسمی ورنامخواستی مدال برنز (نفرات ذخیره: امین حقیقت جهرمی و علیرضا مشاوری نیا).
۳۱. ۱۹۹۹،  تایلند، بانکوک: رضا کلانتری، مهدی کهرم و بابک گرایلی مدال طلا، پویا ساجدی کنفی مدال برنز (نفرات ذخیره: عرفان امینی و محمد نجم‌زاده).
۳۲. ۲۰۰۰،  دانمارک، کپنهاگ: محمد بهرامی مدال طلا، امیر ضابط خصوصی و زکیه واحدیان اردکانی مدال نقره و محمد اسدالهی بابلی مدال برنز (نفرات ذخیره: حمیدرضا سلیمی و محمد شاه ولی).
۳۳. ۲۰۰۱،  هند، بمبئی: شادی رجبی و سپهر فدایی مدال طلا، مونا فلاح تفتی و علی اصغر محمدی مدال نقره (نفرات ذخیره: فخرالدین ترابی و محمدرضا صابری مقدم).
۳۴. ۲۰۰۲،  هلند، خرونینگن: نورالسادات ترابی مدال طلا، محمد شاهی و مهدی شیردل مدال نقره، جبار آقایاری مدال برنز (نفرات ذخیره: هستی امیری و علیرضا ایرانشهر).
۳۵. ۲۰۰۳،  یونان، آتن: حامد ثانی خانی، حسین صادقی اصفهانی و نوا قرایی مدال طلا، محمد رشیدیان مدال نقره (نفرات ذخیره: آذین شهاب و فرید موحدی نایینی).
۳۶. ۲۰۰۴،  آلمان، کیل: سیداسماعیل سیدان، امیر صابری و هامون طهماسبی مدال نقره، رضا نصیری محلاتی مدال برنز (نفرات ذخیره: پاشا انوری و حسین عادلی جلودار).
۳۷. ۲۰۰۵،  تایوان، تایپه: مجتبی شریف‌زاده و سارا بیگی مدال طلا، امیر حسین خوشامن و فؤاد تقدیری مدال نقره (نفرات ذخیره: نکو پناهی، سبا جعفرپور، محمدامین رحیمیان و سیدحسام موسوی مهر).
۳۸. ۲۰۰۶،  کره جنوبی، گیونگ‌سان: فرشید عبدی و داوود طاهری نیا مدال نقره، محمد محسن محمودی و مهدی کوهانی مدال برنز.
۳۹. ۲۰۰۷،  روسیه، مسکو: احسان شعبانی مدال طلا، کاوه متین‌خو مدال نقره، شبنم شریف‌زاده مدال برنز و امیرهادی کام کرمعلی دیپلم افتخار.
۴۰. ۲۰۰۸،  مجارستان، بوداپست: امین احمدزاده بجستانی مدال طلا، محمد زرگر پور و مینا طاهری مدال نقره، پدرام بخشایی شهر بابکی مدال برنز.
۴۱. ۲۰۰۹،  بریتانیا، کمبریج: آریا سمیعی مدال طلا، ایمان عباسپور و علی مشرقی مدال نقره، محمدهادی خاکرند مدال برنز.
۴۲. ۲۰۱۰،  ژاپن، توکیو: امیرحسین ناصری مدال طلا، محمدرضا امیرمشیری، حسین داداش آذر و هانیه صفری مدال نقره.
۴۳. ۲۰۱۱،  ترکیه، آنکارا: علی اصغر آقاجانی و رضا جاویدی دشت بیاض مدال طلا، امیر پیمان دل پرستان مدال نقره، عرفان شیرزادی مدال برنز.
۴۴. ۲۰۱۲،  ایالات متحده آمریکا، واشینگتن: آرش فیروزبخت مدال طلا، سید علی توانا، محمد زارعی و آرش کشاورزی مدال برنز.
۴۵. ۲۰۱۳،  روسیه، مسکو: مهدی یارامانی تهرانی، آریا امین الرعایا، هیربد حیدری و اشکان خاوران مدال نقره.
۴۶. ۲۰۱۴،  ویتنام، هانوی: هیربد حیدری مدال طلا، ایمان فروغمند، محمد مبین حسینی و محمد پارسا جباری مدال نقره.
۴۷. ۲۰۱۵،  جمهوری آذربایجان، باکو: کسری اثنی عشری مدال طلا، محسن صابری فر و آرمان آی مدال نقره، نهال باقری مدال برنز.
۴۸. ۲۰۱۶،  گرجستان، تفلیس: امیرعلی کریمی و سید پیمان میرقادری مدال طلا، سیده زهرا کاظمی هریکندی و ایمان منیری اسکویی مدال نقره.
۴۹. ۲۰۱۷،  تایلند، ناکون پاتوم: امیرحسین بهنوش، پارسا پیروز و امیرعباس کاظمی‌نیا مدال طلا، سروش بانیانی مدال نقره.
۵۰. ۲۰۱۸،  جمهوری چک و  اسلواکی، پراگ و براتیسلاوا: مهدی جعفرزاده بدوستانی، بهراد سعیدیان، ارشیا خادمی و محمدحسین شریف نیا مدال نقره.
۵۱. ۲۰۱۹،  فرانسه، پاریس: مصطفی مقیمی مدال طلا، علی جهرمی و امیررضا باقری دلویی مدال نقره، امیرعلی اهرابی مدال برنز.
۵۲. ۲۰۲۰،  ترکیه، استانبول (مجازی): محمد شهاب‌الدین دانشور مدال طلا، محمد آریان تقوایی عربی و رامین عاصم پور مدال نقره، امیر محبوبی مدال برنز.
۵۳. ۲۰۲۱،  ژاپن، اوساکا (مجازی): مهیار افشین مهر و مهبد علی‌یان فینی مدال طلا، سید محمدحسین برکاتی و احسان نادری دونیق مدال نقره. 
۵۴. ۲۰۲۲،  چین، تیانجین (مجازی): سید محمدحسین برکاتی و ایلیا کهوند مدال طلا، امیرحسین رضوی و امیرمحمد محمدحسینی مدال نقره. 
۵۵. ۲۰۲۳،   سوئیس، زوریخ: محمد حلاجی، زهرا تهمتنی ترکمانی و ژیار مسلمی مدال طلا، دیاکو سیدی مدال نقره. 
۵۶. ۲۰۲۴،  عربستان سعودی، ریاض: رامتین مرادی مظهری مدال طلا، محمدیاسین صالحی، البرز رضایی و امیرکیا سلیمی مدال نقره. 
۵۷. ۲۰۲۵،  امارات متحده عربی، دبی: سید طاها حسینی، محمد کیفری علمداری، سینا آهنی و سید امیرحسین طاهری تاری مدال نقره. 
مسابقات آتی
۵۸. ۲۰۲۶،  ازبکستان، تاشکند.
۵۹. ۲۰۲۷،  تایوان، ؟.

### بهترین رتبه‌بندی‌های فردی و جوایز ویژه
| دوره | سال  | کشور میزبان | نام                  | رتبه فردی | امتیاز کل (از ۱۰۰) |
| ---- | ---- | ----------- | -------------------- | --------- | ------------------ |
| ۲۷   | ۱۹۹۵ | چین         | روزبه کیانی          | ۱         | ۹۵٫۶۴۱             |
| ۲۷   | ۱۹۹۵ | چین         | علی جلالی            | ۳         | ۹۲٫۳۸۹             |
| ۲۷   | ۱۹۹۵ | چین         | مهدی رزاقی           | ۵         | ۹۰٫۵۰۱             |
| ۲۸   | ۱۹۹۶ | روسیه       | هژیر رحمانداد        | ۳         | ۹۱٫۶۲۴             |
| ۲۸   | ۱۹۹۶ | روسیه       | افشین شاملی          | ۷         | ۸۶٫۵۳۶             |
| ۲۹   | ۱۹۹۷ | کانادا      | بابک جاویدی دشت بیاض | ۳         | ۸۰٫۰               |
| ۳۱   | ۱۹۹۹ | تایلند      | مهدی کهرم            | ۵         | ۸۶٫۸۰۳             |
| ۳۳   | ۲۰۰۱ | هند         | شادی رجبی            | ۴         | ۹۰٫۱۸              |
| ۴۲   | ۲۰۱۰ | ژاپن        | سید امیرحسین ناصری   | ۵         | ۹۳٫۸               |
| ۴۳   | ۲۰۱۱ | ترکیه       | علی اصغر آقاجانی     | ۷         | ۹۳٫۵۵              |
| ۴۹   | ۲۰۱۷ | تایلند      | امیرعباس کاظمی‌نیا    | ۳         | ۹۵٫۵۳              |